# ماسايوكي أونيشي
ماسايوكي أونيشي (باليابانية: 大西 昌之) (مواليد 5 يوليو 1977)، هو لاعب كرة قدم ياباني سابق كان يلعب كمهاجم.

## وصلات خارجية
- ماسايوكي أونيشي على موقع رابطة كرة القدم اليابانية للمحترفين (اليابانية)